# Tegalwaton
Tegalwaton is een bestuurslaag in het regentschap Semarang van de provincie Midden-Java, Indonesië. Tegalwaton telt 4016 inwoners (volkstelling 2010).